# Long Beach ePrix 2016
Der Long Beach ePrix 2016 (offiziell: 2016 Faraday Future Long Beach ePrix) fand am 2. April auf dem Long Beach Grand Prix Circuit in Long Beach, USA statt und war das sechste Rennen der FIA-Formel-E-Meisterschaft 2015/16. Es handelte sich um den zweiten Long Beach ePrix.

## Bericht

### Hintergrund
Nach dem Mexiko-Stadt ePrix führte Sébastien Buemi in der Fahrerwertung mit 22 Punkten vor Lucas di Grassi und mit 38 Punkten vor Sam Bird. In der Teamwertung hatte Renault e.dams 34 Punkte Vorsprung auf Dragon Racing und 44 Punkte Vorsprung auf ABT Schaeffler Audi Sport.
Die Rundenanzahl erhöhte sich im Vergleich zum Vorjahr von 39 auf 41 Runden, die Gesamtdistanz erhöhte sich daher von 83,109 km auf 87,371 km.
Mit Nelson Piquet junior trat ein ehemaliger Sieger zu dem Rennen an.
Jérôme D’Ambrosio, di Grassi und Nick Heidfeld erhielten einen sogenannten FanBoost, sie durften die Leistung ihres zweiten Fahrzeugs einmal auf bis zu 200 kW erhöhen und so bis zu 100 Kilojoule Energie zusätzlich verwenden. Für D’Ambrosio war es der allererste FanBoost, für di Grassi der dritte in Folge und für Heidfeld der zweite in der Saison nach dem Putrajaya ePrix 2015.

### Training
Buemi fuhr im ersten freien Training in 0:57,383 Minuten die Bestzeit vor Bird und Simona de Silvestro.
Im zweiten freien Training fuhr Daniel Abt in 0:56,778 Minuten die schnellste Zeit vor Buemi und di Grassi.

### Qualifying
Das Qualifying begann um 12:00 Uhr und fand in zwei Gruppen zu je vier Fahrern und zwei Gruppen zu jeweils fünf Fahrern statt, jede Gruppe hatte 10 Minuten Zeit, eine schnelle Runde zu setzen. Bird fuhr in 0:56,821 Minuten die Bestzeit. Loïc Duval drehte sich auf seiner schnellen Runde und schlug in die Streckenbegrenzung ein.
Die fünf schnellsten Fahrer fuhren anschließend im Superpole genannten Einzelzeitfahren die ersten fünf Positionen aus. António Félix da Costa sicherte sich mit einer Rundenzeit von 0:57,198 Minuten die Pole-Position. Er wurde jedoch disqualifiziert, da bei seinem Fahrzeug der Reifendruck zu niedrig war. Bird errang somit die Pole-Position und damit drei Punkte. Die weiteren Positionen belegten di Grassi, Stéphane Sarrazin und Nick Heidfeld.
Piquet wurde wegen eines Motorwechsels um zehn Startplätze nach hinten versetzt. Da dies von Platz 15 nicht vollständig möglich war, erhielt er zusätzlich eine Zehn-Sekunden-Strafe, die er beim Fahrzeugwechsel absitzen musste.

### Rennen
Das Rennen ging über 41 Runden.
Beim Start blieben die Positionen im vorderen Teil des Feldes unverändert, lediglich Heidfeld musste sich mehrerer Angriffe von Robin Frijns erwehren.
Heidfeld verbremste sich kurz darauf, so dass Frijns, Abt, Buemi und Nicolas Prost vorbeigingen. In der achten Runde überholte Buemi Abt und fuhr mehrmals hintereinander die bis dahin schnellste Rennrunde. In der zwölften Runde lag er in Schlagdistanz, fuhr beim Anfahren von Kurve sieben aber auf Frijns auf. Frijns drehte sich und fiel auf den neunten Platz zurück, er und Buemi setzten das Rennen aber zunächst mit ihren beschädigten Fahrzeugen fort. Buemi verlor bei dem Unfall große Teile des Frontflügels, Frijns den hinteren Kotflügel, außerdem war sein Heckflügel beschädigt.
An der Spitze gab es unterdessen einen Führungswechsel, di Grassi überholte Bird. Die Rennleitung zeigte kurz darauf sowohl Frijns als auch Buemi die schwarze Flagge mit orangem Punkt, beide fuhren in Runde 16 an die Box und wechselten ihr Fahrzeug. In Runde 18 kam es bei einem Angriff von Félix da Costa auf Jean-Éric Vergne zu einer Berührung der Fahrzeuge.
In Runde 21 kamen mit Vergne und Duval die ersten Fahrer zu ihrem planmäßigen Fahrzeugwechsel an die Box, die Mindestzeit für den Wechsel betrug 67 Sekunden. Eine Runde später wechselten sämtliche übrigen Piloten außer Heidfeld und Bruno Senna ihr Fahrzeug, die für eine Runde lang die Führung übernahmen. Prost blieb mit 66,9 Sekunden knapp unter der Mindestzeit für den Boxenstopp, er erhielt kurz darauf eine Durchfahrtstrafe, genau wie sein Teamkollege Buemi für das Verursachen der Kollision mit Frijns.
Nach den Fahrzeugwechseln führte di Grassi vor Bird, Sarrazin, Abt, Prost, Heidfeld, Senna, D’Ambrosio, Vergne und Félix da Costa. Bird verbremste sich in der Runde nach seinem Fahrzeugwechsel und rutschte in die Streckenbegrenzung. Er setzte das Rennen daraufhin fort, fiel aber auf den siebten Platz zurück. Buemi fuhr zu diesem Zeitpunkt, auf dem letzten Platz liegend, die schnellste Runde des Rennens.
Félix da Costa und Vergne kämpften mehrere Runden um den achten Platz, in Runde 28 ging Félix da Costa endgültig vorbei. Bird hatte unterdessen den Rückstand auf Senna verringert und setzte ihn unter Druck, Senna verteidigte sich jedoch erfolgreich gegen die Angriffe.
Prost trat unterdessen seine Durchfahrtstrafe an und fiel auf Rang 14 zurück. Dúran erhielt ebenfalls eine Durchfahrtstrafe, da er bei seinem ersten Fahrzeug zu viel Energie verbraucht hatte. Piquet schlug in Runde 34 in die Streckenbegrenzung ein, nachdem er in der ersten Schikane über die Curbs gefahren war. Félix da Costa schied unterdessen mit einem technischen Problem aus. Nachdem zunächst nur gelbe Flaggen gezeigt wurden, schickte die Rennleitung das Safety Car zur Bergung von Piquets Wagen auf die Strecke.
Di Grassi führte zu diesem Zeitpunkt vor Sarrazin, Abt, Heidfeld, Senna, Bird, D’Ambrosio, Vergne, Duval und de Silvestro. Beim Restart in Runde 38 nutzte Heidfeld seinen FanBoost, kam aber nicht nah genug an Abt heran, um ihn anzugreifen. Vergne fiel unterdessen zurück und schied in der letzten Runde aus.
Di Grassi gewann das Rennen vor Sarrazin und Abt. Für di Grassi war es der zweite Saisonsieg, für Sarrazin und Abt jeweils die erste Podestplatzierung in der FIA-Formel-E-Meisterschaft. Die restlichen Punkteplatzierungen belegten Heidfeld, Senna, Bird, D’Ambrosio, Duval, de Silvestro und Mike Conway. Mit de Silvestro erzielte somit erstmals eine Frau Punkte in der Formel E, auch für Conway war es das erste Top-10-Resultat. Die zwei Punkte für die schnellste Rennrunde gingen an Buemi.
Di Grassi übernahm mit dem Sieg die Führung in der Gesamtwertung vor Buemi und Bird. In der Teamwertung blieb Renault e.dams vorne, ABT Schaeffler Audi Sport übernahm die zweite Position von Dragon Racing.

## Meldeliste
Alle Teams und Fahrer verwendeten Reifen von Michelin.
| Team                            | Fahrzeug                | Nr. | Fahrer                 |
| ------------------------------- | ----------------------- | --- | ---------------------- |
| Renault e.dams                  | RENAULT Z.E.15          | 08  | Nicolas Prost          |
| Renault e.dams                  | RENAULT Z.E.15          | 09  | Sébastien Buemi        |
| Dragon Racing                   | Venturi VM200-FE-01     | 06  | Loïc Duval             |
| Dragon Racing                   | Venturi VM200-FE-01     | 07  | Jérôme D’Ambrosio      |
| ABT Schaeffler Audi Sport       | ABT Schaeffler FE01     | 11  | Lucas di Grassi        |
| ABT Schaeffler Audi Sport       | ABT Schaeffler FE01     | 66  | Daniel Abt             |
| NEXTEV TCR Formula E Team       | NEXTEV TCR FormulaE 001 | 01  | Nelson Piquet jr.      |
| NEXTEV TCR Formula E Team       | NEXTEV TCR FormulaE 001 | 88  | Oliver Turvey          |
| DS Virgin Racing Formula E Team | VIRGIN DSV-01           | 02  | Sam Bird               |
| DS Virgin Racing Formula E Team | VIRGIN DSV-01           | 25  | Jean-Éric Vergne       |
| Amlin Andretti Formula E Team   | Spark-Renault SRT_01E   | 27  | Robin Frijns           |
| Amlin Andretti Formula E Team   | Spark-Renault SRT_01E   | 28  | Simona de Silvestro    |
| Team Aguri                      | Spark-Renault SRT_01E   | 55  | António Félix da Costa |
| Team Aguri                      | Spark-Renault SRT_01E   | 77  | Salvador Durán         |
| Mahindra Racing Formula E Team  | Mahindra M2ELECTRO      | 21  | Bruno Senna            |
| Mahindra Racing Formula E Team  | Mahindra M2ELECTRO      | 23  | Nick Heidfeld          |
| Venturi Formula E Team          | Venturi VM200-FE-01     | 04  | Stéphane Sarrazin      |
| Venturi Formula E Team          | Venturi VM200-FE-01     | 12  | Mike Conway            |

## Klassifikationen

### Qualifying
| Pos.                                                                   | Fahrer                 | Team                            | Zeit     | Superpole | Start |
| ---------------------------------------------------------------------- | ---------------------- | ------------------------------- | -------- | --------- | ----- |
| 01                                                                     | Sam Bird               | DS Virgin Racing Formula E Team | 0:56,821 | 0:57,261  | 01    |
| 02                                                                     | Lucas di Grassi        | ABT Schaeffler Audi Sport       | 0:57,131 | 0:57,270  | 02    |
| 03                                                                     | Stéphane Sarrazin      | Venturi Formula E Team          | 0:57,136 | 0:57,412  | 03    |
| 04                                                                     | Nick Heidfeld          | Mahindra Racing Formula E Team  | 0:57,129 | 0:57,825  | 04    |
| 05                                                                     | Robin Frijns           | Amlin Andretti Formula E Team   | 0:57,145 | –         | 05    |
| 06                                                                     | Daniel Abt             | ABT Schaeffler Audi Sport       | 0:57,151 | –         | 06    |
| 07                                                                     | Sébastien Buemi        | Renault e.dams                  | 0:57,189 | –         | 07    |
| 08                                                                     | Nicolas Prost          | Renault e.dams                  | 0:57,284 | –         | 08    |
| 09                                                                     | Jérôme D’Ambrosio      | Dragon Racing Formula E Team    | 0:57,288 | –         | 09    |
| 10                                                                     | Bruno Senna            | Mahindra Racing Formula E Team  | 0:57,383 | –         | 10    |
| 11                                                                     | Jean-Éric Vergne       | DS Virgin Racing Formula E Team | 0:57,496 | –         | 11    |
| 12                                                                     | Simona de Silvestro    | Amlin Andretti Formula E Team   | 0:57,696 | –         | 12    |
| 13                                                                     | Oliver Turvey          | NEXTEV TCR Formula E Team       | 0:57,952 | –         | 13    |
| 14                                                                     | Nelson Piquet jr.      | NEXTEV TCR Formula E Team       | 0:58,015 | –         | 17    |
| 15                                                                     | Mike Conway            | Venturi Formula E Team          | 0:58,144 | –         | 14    |
| 16                                                                     | Salvador Durán         | Team Aguri                      | 0:58,417 | –         | 15    |
| 17                                                                     | Loïc Duval             | Dragon Racing Formula E Team    | 0:59,049 | –         | 16    |
| 110-Prozent-Zeit: 1:00,798 min (bezogen auf Bestzeit von 0:56,821 min) |                        |                                 |          |           |       |
| EX                                                                     | António Félix da Costa | Team Aguri                      | 0:57,029 | 0:57,198  | 18    |

Anmerkungen
1. ↑  Piquet wurde wegen eines Motorwechsels um zehn Startplätze nach hinten versetzt
2. ↑  Félix da Costa wurde wegen Unterschreitung des Mindestreifendrucks disqualifiziert

### Rennen
| Pos. | Fahrer                 | Team                            | Runden | Zeit       | Start | Schnellste Runde |
| ---- | ---------------------- | ------------------------------- | ------ | ---------- | ----- | ---------------- |
| 01   | Lucas di Grassi        | ABT Schaeffler Audi Sport       | 41     | 45:11,582  | 02    | 0:58,765 (40.)   |
| 02   | Stéphane Sarrazin      | Venturi Formula E Team          | 41     | + 0,787    | 03    | 0:58,849 (40.)   |
| 03   | Daniel Abt             | ABT Schaeffler Audi Sport       | 41     | + 1,685    | 06    | 0:58,935 (40.)   |
| 04   | Nick Heidfeld          | Mahindra Racing Formula E Team  | 41     | + 2,343    | 04    | 0:58,670 (31.)   |
| 05   | Bruno Senna            | Mahindra Racing Formula E Team  | 41     | + 4,968    | 10    | 0:59,174 (40.)   |
| 06   | Sam Bird               | DS Virgin Racing Formula E Team | 41     | + 5,229    | 01    | 0:59,004 (41.)   |
| 07   | Jérôme D’Ambrosio      | Dragon Racing Formula E Team    | 41     | + 6,735    | 09    | 0:59,261 (40.)   |
| 08   | Loïc Duval             | Dragon Racing Formula E Team    | 41     | + 8,057    | 16    | 0:59,196 (40.)   |
| 09   | Simona de Silvestro    | Amlin Andretti Formula E Team   | 41     | + 10,505   | 12    | 0:59,681 (40.)   |
| 10   | Mike Conway            | Venturi Formula E Team          | 41     | + 10,900   | 14    | 0:59,013 (24.)   |
| 11   | Nicolas Prost          | Renault e.dams                  | 41     | + 11,205   | 08    | 0:59,298 (33.)   |
| 12   | Oliver Turvey          | NEXTEV TCR Formula E Team       | 41     | + 17,417   | 13    | 0:58,920 (25.)   |
| 13   | Jean-Éric Vergne       | DS Virgin Racing Formula E Team | 40     | DNF        | 11    | 0:59,428 (29.)   |
| 14   | Salvador Durán         | Team Aguri                      | 40     | + 1 Runde  | 15    | 0:59,230 (39.)   |
| 15   | Robin Frijns           | Amlin Andretti Formula E Team   | 40     | + 1 Runde  | 05    | 0:59,370 (08.)   |
| 16   | Sébastien Buemi        | Renault e.dams                  | 38     | + 3 Runden | 07    | 0:57,938 (28.)   |
| —    | António Félix da Costa | Team Aguri                      | 33     | DNF        | 18    | 0:58,977 (24.)   |
| —    | Nelson Piquet jr.      | NEXTEV TCR Formula E Team       | 32     | DNF        | 17    | 0:58,584 (27.)   |

## Meisterschaftsstände nach dem Rennen
Die ersten zehn des Rennens bekamen 25, 18, 15, 12, 10, 8, 6, 4, 2 bzw. 1 Punkt(e). Zusätzlich gab es drei Punkte für die Pole-Position und zwei Punkte für die schnellste Rennrunde.

### Fahrerwertung
| Pos. | Fahrer                 | Team                            | Punkte |
| ---- | ---------------------- | ------------------------------- | ------ |
| 01   | Lucas di Grassi        | ABT Schaeffler Audi Sport       | 101    |
| 02   | Sébastien Buemi        | Renault e.dams                  | 100    |
| 03   | Sam Bird               | DS Virgin Racing Formula E Team | 71     |
| 04   | Jérôme D’Ambrosio      | Dragon Racing Formula E Team    | 64     |
| 05   | Stéphane Sarrazin      | Venturi Formula E Team          | 48     |
| 06   | Loïc Duval             | Dragon Racing Formula E Team    | 48     |
| 07   | Nick Heidfeld          | Mahindra Racing Formula E Team  | 39     |
| 08   | Nicolas Prost          | Renault e.dams                  | 38     |
| 09   | Robin Frijns           | Amlin Andretti Formula E Team   | 31     |
| 10   | Daniel Abt             | ABT Schaeffler Audi Sport       | 31     |
| 11   | Bruno Senna            | Mahindra Racing Formula E Team  | 22     |
| 12   | António Félix da Costa | Team Aguri                      | 16     |

| Pos. | Fahrer              | Team                             | Punkte |
| ---- | ------------------- | -------------------------------- | ------ |
| 13   | Oliver Turvey       | NEXTEV TCR Formula E Team        | 10     |
| 14   | Jean-Éric Vergne    | DS Virgin Racing Formula E Team  | 6      |
| 15   | Nelson Piquet jr.   | NEXTEV TCR Formula E Team        | 4      |
| 16   | Nathanaël Berthon   | Team Aguri                       | 4      |
| 17   | Simona de Silvestro | Amlin Andretti Formula E Team    | 2      |
| 18   | Mike Conway         | Venturi Formula E Team           | 1      |
| 19   | Jacques Villeneuve  | Venturi Formula E Team           | 0      |
| 20   | Oliver Rowland      | Mahindra Racing Formula E Team   | 0      |
| 21   | Salvador Durán      | Trulli Formula E Team Team Aguri | 0      |
| —    | Vitantonio Liuzzi   | Trulli Formula E Team            | 0      |
| —    | Jarno Trulli        | Trulli Formula E Team            | 0      |

### Teamwertung
| Pos. | Team                            | Punkte |
| ---- | ------------------------------- | ------ |
| 01   | Renault e.dams                  | 138    |
| 02   | ABT Schaeffler Audi Sport       | 132    |
| 03   | Dragon Racing Formula E Team    | 112    |
| 04   | DS Virgin Racing Formula E Team | 77     |
| 05   | Mahindra Racing Formula E Team  | 61     |

| Pos. | Team                          | Punkte |
| ---- | ----------------------------- | ------ |
| 06   | Venturi Formula E Team        | 49     |
| 07   | Amlin Andretti Formula E Team | 33     |
| 08   | Team Aguri                    | 20     |
| 09   | NEXTEV TCR Formula E Team     | 14     |
| 10   | Trulli Formula E Team         | 0      |